# St. Louis Hawks 1966-1967
La stagione 1966-67 dei St. Louis Hawks fu la 18ª nella NBA per la franchigia.
I St. Louis Hawks arrivarono secondi nella Western Division con un record di 39-42. Nei play-off vinsero la semifinale di division con i Chicago Bulls (3-0), perdendo poi la finale di division con i San Francisco Warriors (4-2).

## Roster
| N°    | Naz.                   | Ruolo | Sportivo         | Anno | Alt. | Peso |
| ----- | ---------------------- | ----- | ---------------- | ---- | ---- | ---- |
| 10    | Stati Uniti (bandiera) | GA    | Dick Snyder      | 1944 | 196  | 94   |
| 12    | Stati Uniti (bandiera) | C     | Tom Hoover       | 1941 | 206  | 104  |
| 12-29 | Stati Uniti (bandiera) | AC    | Paul Silas       | 1943 | 201  | 100  |
| 14    | Stati Uniti (bandiera) | G     | Lenny Wilkens    | 1937 | 185  | 82   |
| 15    | Stati Uniti (bandiera) | G     | Richie Guerin    | 1932 | 193  | 88   |
| 23    | Stati Uniti (bandiera) | GA    | Lou Hudson       | 1944 | 196  | 95   |
| 27    | Stati Uniti (bandiera) | GA    | Joe Caldwell     | 1941 | 196  | 88   |
| 30    | Stati Uniti (bandiera) | G     | Tommy Kron       | 1943 | 196  | 91   |
| 31    | Stati Uniti (bandiera) | C     | Zelmo Beaty      | 1939 | 206  | 102  |
| 32    | Stati Uniti (bandiera) | AC    | Bill Bridges     | 1939 | 198  | 103  |
| 34    | Stati Uniti (bandiera) | AC    | Bumper Tormohlen | 1937 | 203  | 104  |
| 44    | Stati Uniti (bandiera) | G     | Rod Thorn        | 1941 | 193  | 88   |

## Staff tecnico
- Allenatore: Richie Guerin